# Mariene ecoregio Westelijke Middellandse Zee
De Mariene ecoregio Westelijke Middellandse Zee (35) (Engels: Western Mediterranean marine ecoregion) is een biogeografische regio en ligt in het noordwesten van de Middellandse Zee in de Mariene provincie Middellandse Zee (4) in het Marien rijk Gematigde Noordelijke Atlantische Oceaan. De mariene ecoregio is vastgesteld door het World Wide Fund for Nature en The Nature Conservancy en is vernoemd naar de Westelijke Middellandse Zee.
In het oosten grenst het gebied aan de mariene ecoregio Ionische Zee (34), in het zuidoosten aan de mariene ecoregio Tunesisch Plateau/Golf van Sidra (33) en in het zuidwesten aan de mariene ecoregio Alboránzee (36).

## Geografie
De mariene ecoregio ligt in het noordwesten van de Middellandse Zee voor de zuidoostkust van Spanje, de zuidkust van Frankrijk (regio's Occitanie en Provence-Alpes-Côte d'Azur) en Monaco, de westkust van Italië en noordkust van Sicilië, en de noordkust van Tunesië en Algerije. Het omvat eveneens de kusten van de Balearen, Corsica en Sardinië. Het gebied omvat de Balearische Zee, de Golfe du Lion, de Ligurische Zee en de Tyrreense Zee en omvat onder andere de wateren rond de Balearen, Corsica, Sardinië en de noordkust van Sicilië. Het wordt begrensd door de Straat van Messina in het oosten en de Straat van Sicilië en de Kaap Bon in het zuidoosten. Naar het westen ligt de Alboránzee die buiten deze ecoregio ligt.
Het gebied kenmerkt zich door slechts lokale zeestromingen in deze zee.

## Biogeografie
Het gebied kent zeeleven dat houdt van gematigde temperaturen.